# Psicofarmacologia
La psicofarmacologia és una disciplina científica que estudia l'efecte de fàrmacs amb especial atenció a les manifestacions cognitives, emocionals, motivacionals i conductuals. En aquest sentit, pot estar relacionada amb l'estudi o tractament farmacològic de la psicopatologia. Des de certes postures, explicar el mecanisme d'acció d'un psicofàrmac sobre la psicopatologia mitjançant explicacions basades en neurotransmissors no és, realment i en el seu sentit literal, una explicació. El cervell és de gran complexitat neuroquímica, on cada neurona es veu influïda per l'acció d'altres milers en porcions de temps realment curtes. Per exemple, se sap que els més moderns antidepressius (d'inhibició selectiva) triguen unes setmanes a fer efecte, tot i que no es coneix exactament mitjançant quin procés i per quina raó necessita exactament aquest temps. D'altra banda, que un trastorn estigui relacionat (correlació) amb alguna activitat excessiva electroquímica per part de l'amígdala del cervell no implica que hagin de fer servir necessàriament psicofàrmacs. Practicar esport o la psicoteràpia pot, de fet, contrarestar aquesta activitat electroquímica excessiva, en potenciar el control del còrtex sobre la resta d'estructures més primitives.